# Wolfram Finance Platform
Wolfram Finance Platform — среда финансовых расчётов на базе Wolfram Mathematica.

## Возможности[2][3]

### Интегрированная среда разработки
- Формирование цен производных финансовых инструментов
- Анализ моделей, методы оптимизации, временные ряды
- Распределения вероятностей и проверка статистических гипотез.
- Поддержка интерактивных визуализаций данных и моделей

### Данные в реальном времени
- Проведение вычислений непосредственно с потоковыми данными от Bloomberg[4]. Возможность использования актуальных данных с Bloomberg desktop в любых вычислениях или визуализациях.
- Автоматическая генерация кода для использования потока данных в пользовательских приложениях.
- Встроенные архивные данные Wolfram|Alpha
- Возможность доступа к удалённым ресурсам данных через SQL и веб-сервисы

### Высокопроизводительные вычисления
- Алгоритмы, поддерживающиеся параллельными конструкциями программирования, которые могут распределять вычисления между аппаратными средствами или свободными вычислительными кластерами.
- Автоматическое распараллеливание алгоритмов на многоядерных компьютерах, или при наличии CUDA-совместимых аппаратных средств.
- Автоматический выбор алгоритмов.

### Многоканальное развёртывание
- Поддержка формата вычисляемых документов (CDF)
- API-интерфейсы с основными языками, базами данных, веб-сервисами и табличным процессором Excel.
- Возможностью генерировать C код.